# Sistema di riferimento esassiale

Il sistema di riferimento esassiale è un diagramma che viene usato per determinare l'asse elettrico cardiaco sul piano frontale.

Il sistema di Cabrera (didascalie in tedesco)

Il sistema di riferimento esassiale, noto anche come sistema Cabrera, è una convenzione per presentare la direzione dell'estremità delle 12 derivazioni dell'elettrocardiogramma (ECG), che fornisce una sequenza logica illustrata che aiuta l'interpretazione dell'ECG, soprattutto per determinare l'asse elettrico cardiaco sul piano frontale. Il modo più semplice per usarlo è disporre la direzione delle estremità secondo il sistema Cabrera, invertendo la polarità della derivazione aVR e presentando complessi ECG nell'ordine (aVL, DI, -aVR, DII, aVF, DIII). Quindi determinare la direzione del vettore massimo dell'ECG : in quella derivazione ci sono le ampiezze positive massime - questa direzione è l'asse elettrico - come si può vedere dallo schema. Esempio 1: se la derivazione DI ha la massima ampiezza (superiore a aVL o a -aVR), l'asse è di circa 0°. Viceversa, se la derivazione DIII ha l'ampiezza più negativa significa che il vettore si allontana dalla stessa, cioè andrà verso i -60 °.
Un altro modo per utilizzare il sistema è quello di individuare la derivazione più isoelettrica fra  DI, DII, DIII, aVR, aVL e aVF, quindi trovare il raggio corrispondente sul sistema di riferimento esassiale. Il punto che si troverà alla perpendicolare risulterà essere l'asse elettrico del cuore. Esempio 2: se la derivazione più isoelettrica è aVL, la derivazione perpendicolare sul sistema di riferimento esassiale è il DII. Se DII è positivo sull'ECG, l'asse elettrico del cuore sul piano frontale sarà di circa + 60 °.
Asse normale: da -30 ° a + 90 °

Deviazione assiale sinistra: -30 ° a -90 °

Deviazione assiale destra: + 90 ° a + 180 °

Estrema deviazione assiale: -90 ° a -180 °